# 竹山洋
竹山 洋（たけやま よう、1946年7月28日 - 2023年4月12日）は、日本の脚本家、小説家。株式会社Ami Filmの中心作家。本名：武田 淳一（たけだ じゅんいち）。

## 経歴・人物

### 略歴
埼玉県所沢市生まれ。埼玉県立所沢高等学校卒業。大学時代はジャズ・ベース奏者として活動し、早稲田大学文学部演劇科を卒業。
旅行代理店（広告代理店とも）、制作会社、構成作家、雑誌記者を経て、1973年頃から脚本を書きはじめる。師匠は高岡尚平。妻帯者。
主な作品に、テレビ朝日『特捜最前線』（1977年）、テレビ朝日『鉄道公安官』（1979年）のほか、根岸吉太郎監督の『朝はダメよ!』（1980年）、東陽一監督『うれしはずかし物語』（1988年）といった日活ロマンポルノ映画などでも脚本を執筆。TBS『俺たちの時代』（1989年）、NHK連続テレビ小説『京、ふたり』（1990年）、NHK金曜時代劇『清左衛門残日録』（1993年）、市川崑監督の映画『四十七人の刺客』（1994年）の脚本を担当。
NHK大河ドラマ『秀吉』（1996年）で注目を浴び、毎日放送『夫の宿題』（1999年）、NHK『菜の花の沖』（2000年）で、平成12年度第51回芸術選奨文部科学大臣賞を受賞。2002年にはNHK大河ドラマ『利家とまつ～加賀百万石物語～』を手がけ、『秀吉』と共に高視聴率を獲得する。
他の作品に、一倉治雄監督『義務と演技』（1997年）、降旗康男監督『ホタル』（2001年）、三池崇史監督『SABU 〜さぶ〜』（2002年）、テレビではTBS『秘められた心中』（1986年）、『恋人たちのいた場所』（1986年）、フジテレビ『男と女のミステリー』（1988年）など。また2000年には初の長編小説『青い石』を刊行し、他にも『坊さんがゆく』（1999年）、『火神』（2005年）などの著書がある。
執筆は手書きで筆記用具は万年筆。趣味はジャズ演奏（ベース）、散歩、映画、読書、麻雀、手打ちうどん。日本放送作家協会理事（2015年12月時点）。
演出家・プロデューサー・映画監督である堀川とんこうの後輩にあたる。堀川に乞われて、同人誌『随筆春秋』（一般社団法人随筆春秋）が毎年主催する随筆春秋賞（公募）の審査員を務めていた。『随筆春秋』に毎回寄稿し、純文学の裾野を広げることにも尽力している。
2023年4月12日午後11時31分、東京都新宿区の病院で敗血症性ショックのため死去。76歳没。
2023年6月30日、NHKBSプレミアムで再放送された『菜の花の沖』第1回｢果てしなき夢｣の最後の画面に｢4月12日に逝去された竹山洋さんに謹んで哀悼の意を表します｣と表示された。

### 子供時代
埼玉県の所沢の米軍基地の外の銀杏（イチョウ）並木に沿って、オンリー（米兵の恋人）と呼ばれる女性たちの住む貧民街があった。殆（ほとん）どの家がトタン屋根のバラックだった。子供のころ、私はそこで暮らしていた。父は海軍上等兵だったが、終戦後に結核に罹（かか）り、家計は母が支えていた。
太陽のような笑顔の明るい人で、女優の原節子に似ていた。建設作業員宿舎の賄いをやったり、農家の茶摘み、草取り、稲刈りなど休む間もなく働いていた。それでも金はない。「一・六銀行に行ってくる」。一と六で七（しち）――つまり質屋のことである。よく質屋に行っていた。

（竹山洋「母の形見の指輪」より抜粋）

### 大学時代
早稲田大学時代はニューオーリンズジャズクラブで演奏していた。モダンジャズ研究会に所属しているタモリとは親しかった。タモリが初めてテレビに出演した時、「どこかで見たな」と思った。その後、タモリが週刊誌に載っているのを発見し、「あの森田だ」と思った。あれぐらいびっくりしたことはない、と振り返る。

## 受賞歴
- 1994年 - 第2回橋田賞受賞[14]。
- 1995年 - 第18回日本アカデミー賞 脚本賞 優秀賞 受賞[15]。（対象作品は、『四十七人の刺客』1994年 東宝）
- 2001年 - 第51回芸術選奨文部科学大臣賞 受賞[16]。（対象作品は、毎日放送『夫の宿題』1999年、NHK『菜の花の沖』2000年）※『夫の宿題』の夫とは、芥川賞作家・遠藤周作。
- 2002年 - 第25回日本アカデミー賞 脚本賞 優秀賞 受賞[17]。（対象作品は、『ホタル』2001年 東映）
- 2007年 - 紫綬褒章 受章[18]。
- 2017年11月 - 旭日小綬章 受章[19][20]。

## 代表作

### テレビドラマ
- 火曜サスペンス劇場『狂った信号』（1984年、日本テレビ）
- 夏樹静子サスペンス『質屋の扉』（1986年、関西テレビ） 主演：西崎みどり
- 男と女のミステリー『くねり坂』（1988年、フジテレビ）
- ドラマ10『夜の長い叫び』（1989年、NHK）
- 土曜ワイド劇場『もうひとつの旅路』 (1991年11月30日、テレビ朝日) 主演：藤竜也
- 連続テレビ小説『京、ふたり』（1990年、NHK）
- 月曜ドラマスペシャル『十津川警部シリーズ』1-2-3-4-6-7-8-10-20 （1992年 - 2000年、TBS） 主演：渡瀬恒彦
- 金曜時代劇『清左衛門残日録』（1993年、NHK）
- 金曜エンタテイメント『平成の女教祖』 （1994年4月1日、フジテレビ） 主演：市原悦子
- 土曜ワイド劇場『タクシードライバーの推理日誌』3-5 （1994年 - 1995年、テレビ朝日） 主演：渡瀬恒彦
- 土曜ワイド劇場『時よとまれ』（1995年、テレビ朝日）
- 大河ドラマ『秀吉』（1996年、NHK） 主演：竹中直人
- 『東京卒業』（1996年、TBS）
- 東芝日曜劇場『メロディ』（1997年、TBS） 主演：小泉今日子
- 『彼』（1997年、関西テレビ）
- 『棘 おんなの遺言状』（1997年、NHK）[21]
- 『坊さんが、ゆく』（1998年、NHK）
- 『坊さんが、ゆく2』（1999年、NHK）
- 遠藤周作没後三年スペシャルドラマ『夫の宿題』（1999年、TBS）
- 放送75周年記念ドラマ『菜の花の沖』（2000年、NHK）
- 大河ドラマ『利家とまつ〜加賀百万石物語〜』（2002年、NHK）
- 名古屋テレビ開局40周年記念ドラマ『SABU 〜さぶ〜』（2002年、名古屋テレビ）
- 月曜ドラマシリーズ『風子のラーメン』（2003年、NHK）
- 連続テレビ小説『天花』（2004年、NHK）
- 松本清張ドラマスペシャル『波の塔』（2006年、TBS）
- 月曜ゴールデン『市原悦子サスペンス 楽園のライオン』（2007年、TBS）
- 開局50周年記念番組『松本清張 点と線』（2007年、テレビ朝日）
- 木曜時代劇『風の果て』(2007年、NHK)
- 開局55年記念特別ドラマ『霧の火-樺太・真岡郵便局に散った九人の乙女たち-』（2008年、日本テレビ）
- 木曜ドラマ『松本清張生誕100年スペシャル 夜光の階段』（2009年、テレビ朝日）
- 開局10周年記念ドラマ・松本清張特別企画『一年半待て』（2010年12月、BS-TBS）
- 木曜ドラマ『告発〜国選弁護人』（2011年、テレビ朝日）
- 松本清張ドラマスペシャル『砂の器』（2011年9月、テレビ朝日）
- ドラマスペシャル『愛・命 〜新宿歌舞伎町駆け込み寺〜』（2011年12月、テレビ朝日）
- 松本清張没後20年特別企画 ドラマスペシャル『波の塔』（2012年6月、テレビ朝日）
- 松本清張没後20年・ドラマスペシャル 熱い空気（2012年12月、テレビ朝日）
- 松本清張ドラマスペシャル・三億円事件（2014年1月、テレビ朝日）
- 松本清張ドラマスペシャル・地方紙を買う女〜作家・杉本隆治の推理（2016年3月、テレビ朝日）
- 松本清張ドラマスペシャル・鬼畜（2017年12月24日、テレビ朝日）

### 映画
- うれしはずかし物語（1988年、日活）
- 四十七人の刺客（1994年10月22日、東宝）
- 義務と演技（1997年2月15日、TBS/東映）
- ホタル（2001年5月27日、「ホタル」製作委員会、配給は東映）
- かあちゃん（2001年11月10日、映像京都/日活/イマジカ/シナノ企画、配給は東宝）
- SABU 〜さぶ〜（2002年10月5日、名古屋テレビ/電通/セディックインターナショナル、配給はキネマ旬報社）※同年放送のテレビドラマの再編集劇場版
- 不撓不屈（ふとうふくつ）（2006年、原作  高杉 良、脚本  竹山 洋、角川ヘラルド映画）

## 著作
- ボクの就職（竹山洋：原作/岩本道子：ノベライズ、二見書房、1994年6月）
- 彼（竹山洋：脚本・中村みなみ：ノベライズ、関西テレビ放送、1997年3月）
- メロディ（竹山洋：原作/浅野美和子：ノベライズ、双葉社、1997年4月）
- 坊さんがゆく（日本放送出版協会、1999年4月）
- 青い石（幻冬舎、2000年4月）
- ホタル（「ホタル」製作委員会：編、角川書店、2001年6月）
- 利家とまつ 上（日本放送出版協会、2001年11月）
- 利家とまつ 下（日本放送出版協会、2001年11月）
- ホタル（角川書店 、2002年3月）
- 「利家とまつ」に学ぶビジネスマンのための49の知恵（幻冬舎、2002年）
- 利家とまつ 1（竹山洋：原作/立木美和：漫画、講談社、2002年9月）
- 利家とまつ 2（竹山洋：原作/立木美和：漫画、講談社、2002年12月）
- 利家とまつ 上巻（新潮社、2003年10月）
- 利家とまつ 下巻（新潮社、2003年10月）